# Pruimenkettingspoortje
Het pruimenkettingspoortje (Miricatena prunicola) is een schimmel behorend tot de Ascomyceten. Hij leeft monofaag op bladeren van planten uit de rozenfamilie. Deze biotrofe parasiet is bekend van Amerikaanse vogelkers (Prunus serotina).

## Verspreiding
In Nederland komt hij uiterst zeldzaam voor.